# 圣莫代
圣莫代（法語：Saint-Maudez，法語發音：[sɛ̃ mode]）是法国阿摩尔滨海省的一个市镇，位于该省东部，属于迪南区。

## 地理
圣莫代（48°27'10"N, 2°10'56"W）面积5.09 平方千米，位于法国布列塔尼大區阿摩尔滨海省，该省份为法国西北部沿海省份，位于布列塔尼半岛北部，北濒大西洋英吉利海峡，西接菲尼斯泰尔省，南至莫尔比昂省，东临伊勒-维莱讷省。
与圣莫代接壤的市镇（或旧市镇、城区）包括：科尔瑟勒、拉朗代克、小普莱朗、圣米歇尔德普莱朗、维尔代甘加朗。

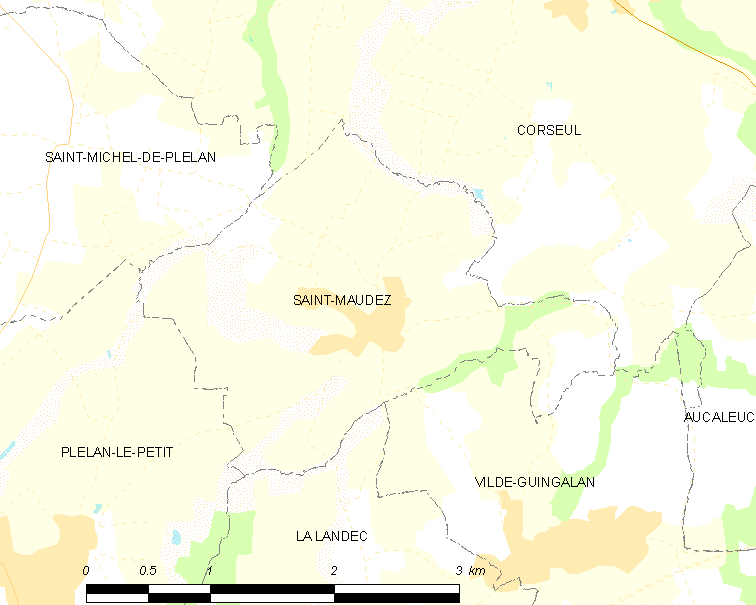
圣莫代的OSM定位图

圣莫代的时区为UTC+01:00、UTC+02:00（夏令时）。

## 行政
圣莫代的邮政编码为22980，INSEE市镇编码为22315。

## 政治
圣莫代所属的省级选区为普朗科埃特县。

## 人口

1962-2008年间圣莫代人口变化图示

圣莫代于2022年1月1日时的人口数量为285人。